# فرانسيسك سكارينا

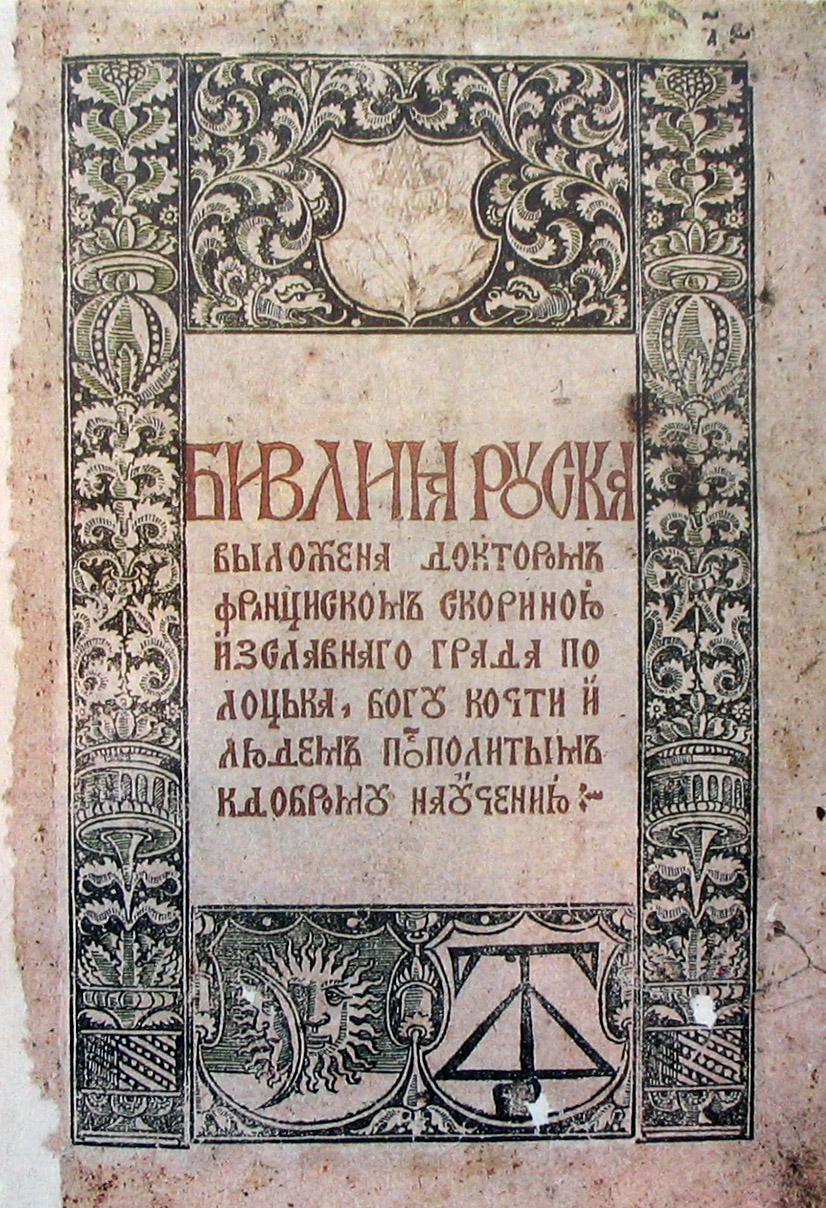
صفحة العنوان للكتاب المقدس بقلم سكارينا

فرانسيسك سكارينا (بالإنجليزية: Francišak Skaryna أو Francisk Skaryna؛ (باللاتينية: Franciscus Scorina)، (بالبيلاروسية: Францыск (Францішак) Скарына)  [franˈt͡sɨsk skaˈrɨna]؛ (بالبولندية: Franciszek Skaryna)، (بالتشيكية: František Skorina)؛ 1470  - قبل 29 يناير 1552) كان عالمًا إنسانيًا وطبيبًا ومترجمًا ريطونيًا. معروف بكونه أحد أوائل طابعي الكتب في دوقية ليتوانيا الكبرى وفي كل أوروبا الشرقية، مما وضع الأساس لتطوير الكنيسة البيلاروسية المبنية على نظيرتها السلافونية (Белорусский извод церковнославянского языка). 

## طفولته وشبابه وتعليمه
ولد سكارينا في كنف عائلة ثرية من بولوتسك، التي كانت آنذاك مركزًا تجاريًا وتصنيعيًا رئيسيًا في دوقية ليتوانيا الكبرى. كان والده، لوكا سكارينا، تاجرًا يتعامل مع شخص يعرف باسم دورونيا إيفانوف، من فيليكي لوكي. كان شقيق سكارينا الأكبر، إيفان، تاجرًا أيضًا. كان الأخوان يمتلكان عقارات، ربما ورثاها، في بولوتسك.
تشير الأبحاث إلى أن سكارينا ولد عام 1470. غالبًا ما يتم اقتراح عام 1490 بناءً على افتراض أنه كان يبلغ من العمر 14 عامًا عندما جاء للدراسة في كراكوف عام 1504. يعد ذلك العمر الأعلى؛ كان توافد الطلاب الجدد الذين تقل أعمارهم عن 14 عامًا نادرًا، لكن توافد الطلاب الأكبر سنًا لم يكن أمرا غير عادي، وكان من الممكن أن يبدأ سكارينا دراسته في سن 18 أو حتى أكبر. اقترح ميكالاي شاكاتسيخين أن تداخل الشمس والقمر في شعار سكارينا الشخصي يشير إلى أنه ولد في وقت قريب من وقت حدوث كسوف الشمس في سنة 1486، والذي شوهد في بولوتسك. :154–156
يُعتقد أنه تلقى تعليمه الابتدائي في بولوتسك وربما في فيلنيوس. في عام 1504، التحق سكارينا كطالب بصفوف جامعة ياغيلونيا. في عام 1506 تخرج بدرجة البكالوريوس في الآداب. في عام 1512، بعد اجتياز جميع الاختبارات المطلوبة، حصل على الدكتوراه في الطب من جامعة بادوفا في إيطاليا. تشير السجلات إلى أنه طلب إجراء امتحاناته في بادوفا لكنه لم يدرس في المدينة. في وقت سابق، حصل على شهادة «دكتوراه في الفن»، لكن التاريخ المضبوط لتحصله على الشهادة غير معروف وكذلك المكان المحدد.